# Phaseolus
Die Gattung Phaseolus gehört zur Unterfamilie der Schmetterlingsblütler (Faboideae) innerhalb der Familie der Hülsenfrüchtler (Fabaceae). Im 21. Jahrhundert verbleiben nur die neuweltlichen Arten in der Gattung Phaseolus s. str. und werden neuweltliche Bohnen genannt; die altweltlichen Arten gehören zur Gattung Vigna. Die etwa 75 Arten Gattung Phaseolus s. str. sind in der Neuen Welt verbreitet. Viele Sorten werden vielfältig genutzt.

## Beschreibung

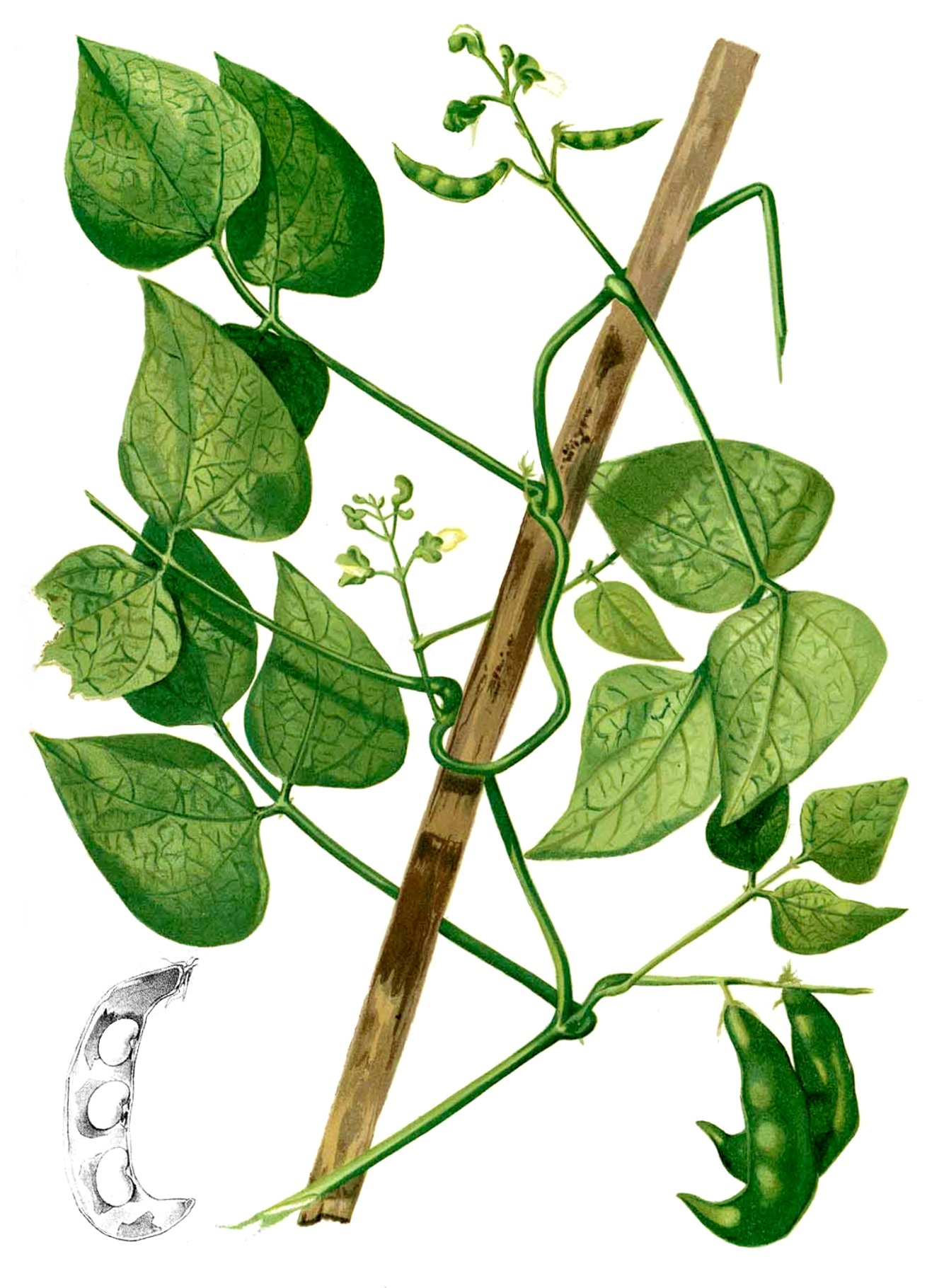
Illustration der Limabohne (Phaseolus lunatus)

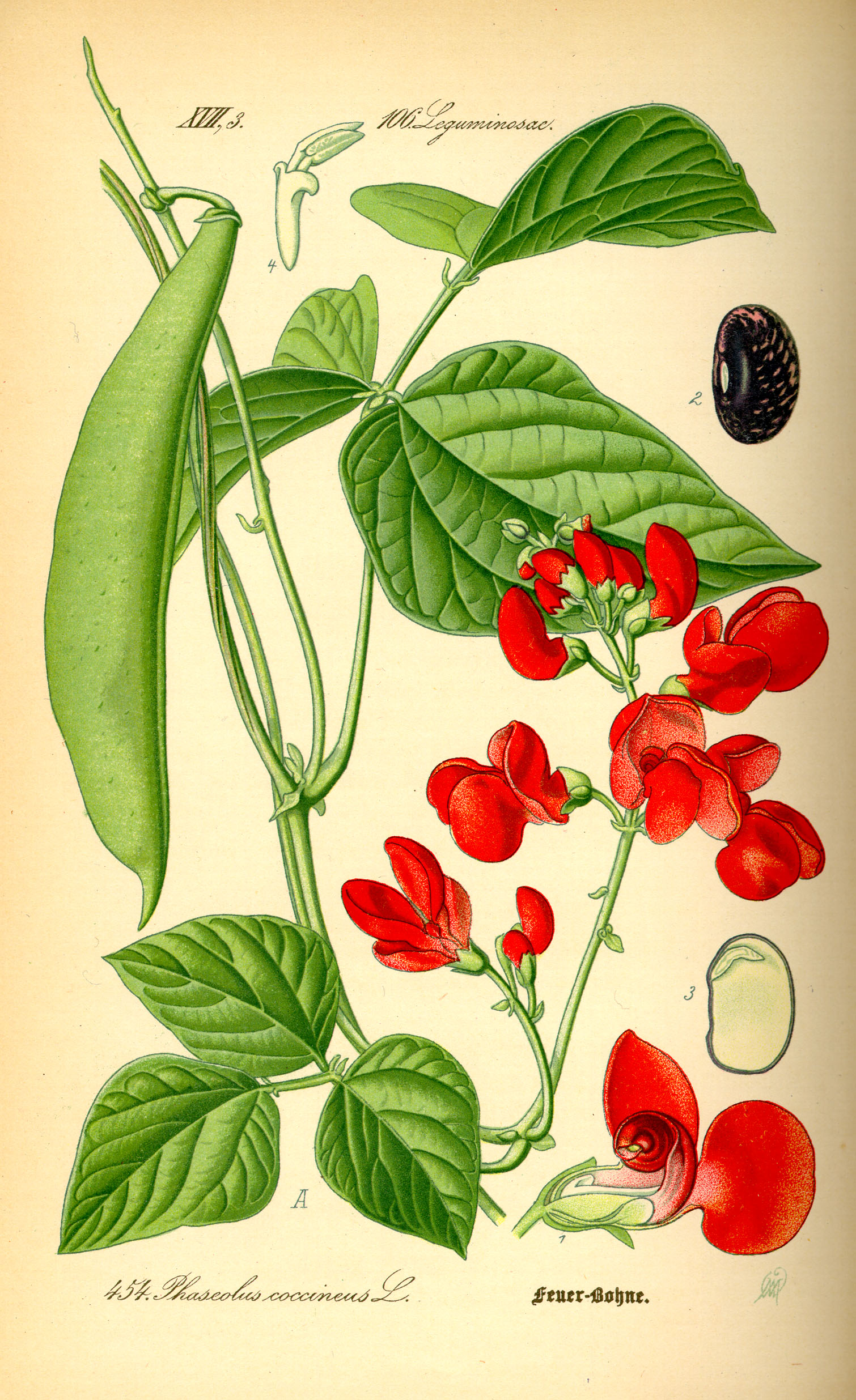
Illustration der Feuerbohne (Phaseolus coccineus)

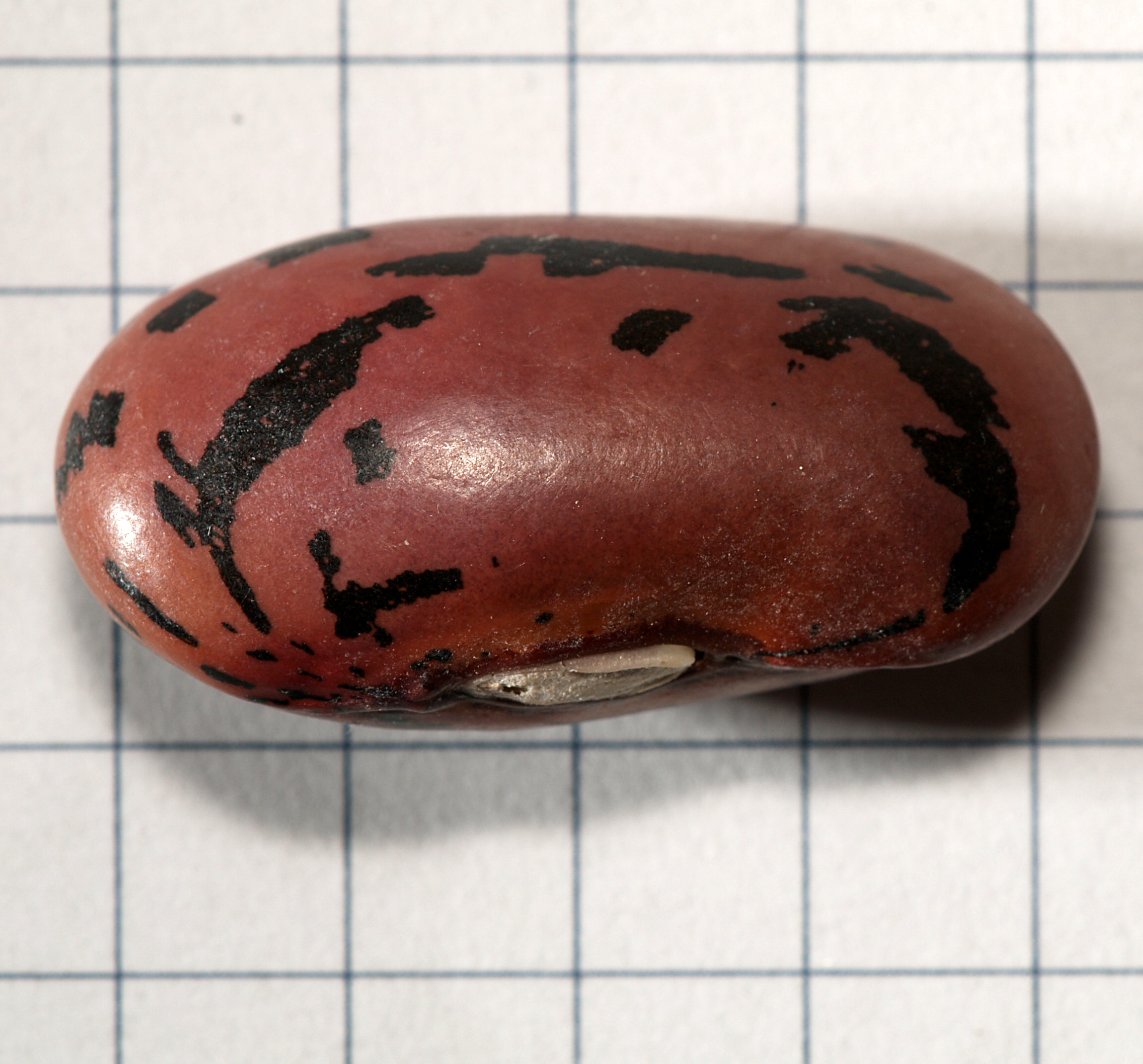
Samen der Feuerbohne (Phaseolus coccineus)

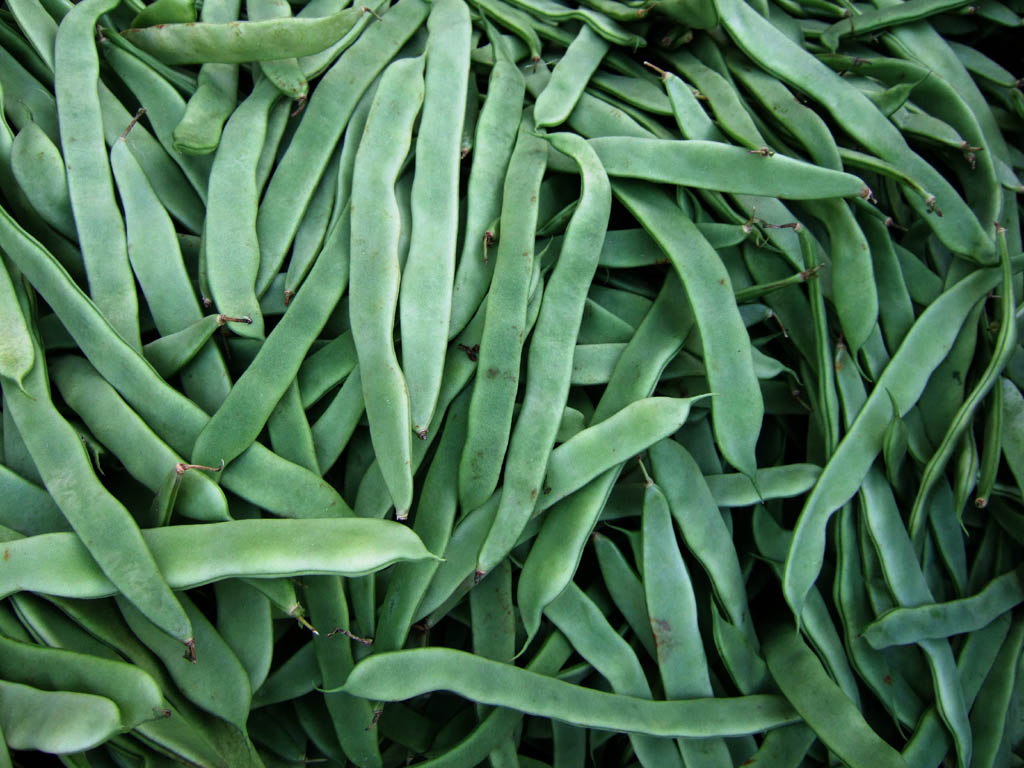
Hülsenfrüchte der Gartenbohne (Phaseolus vulgaris)

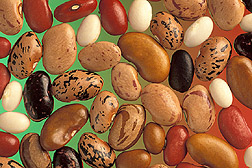
Samen verschiedener Sorten der Gartenbohne (Phaseolus vulgaris)

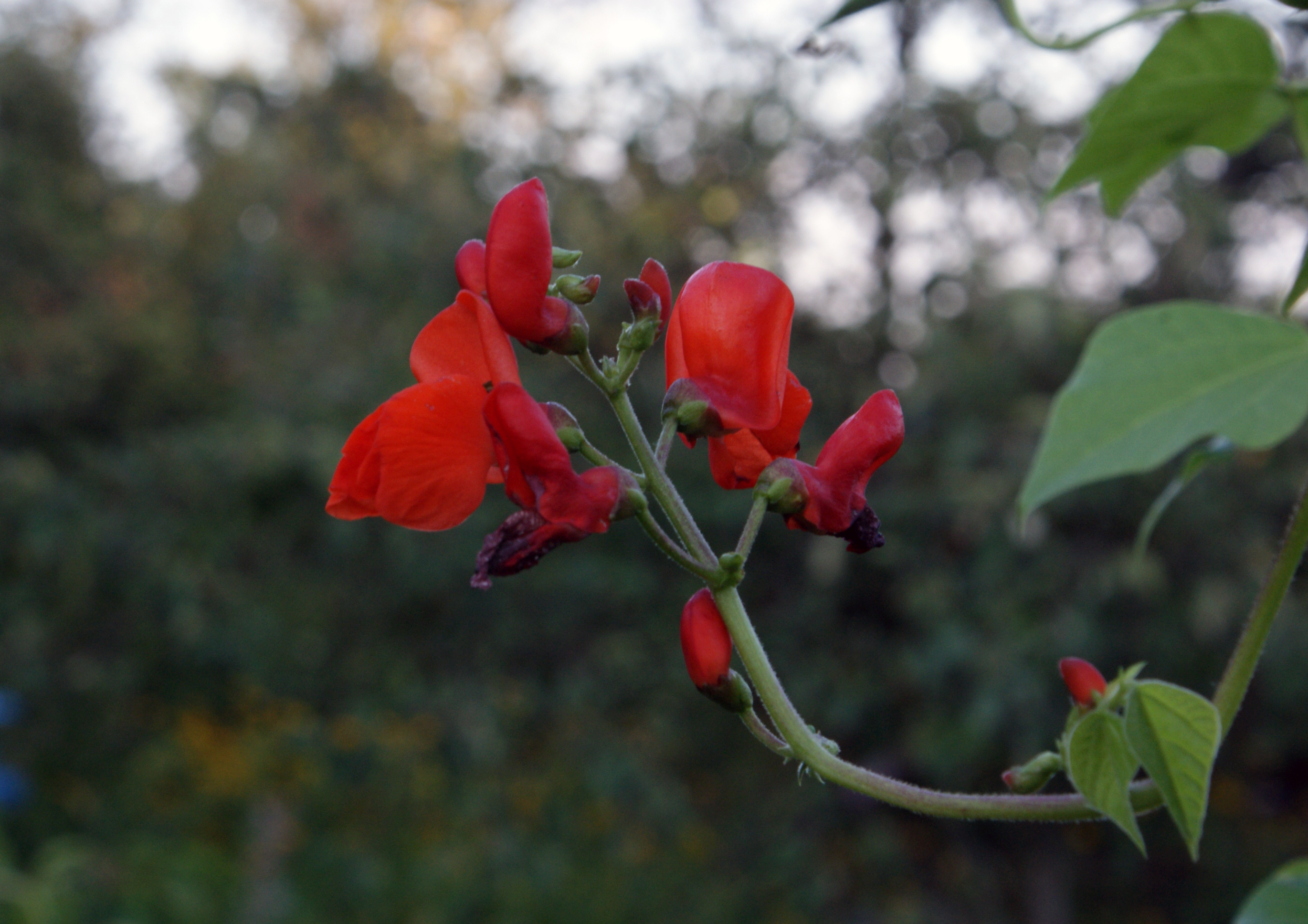
Blütenstand der Feuerbohne (Phaseolus coccineus)

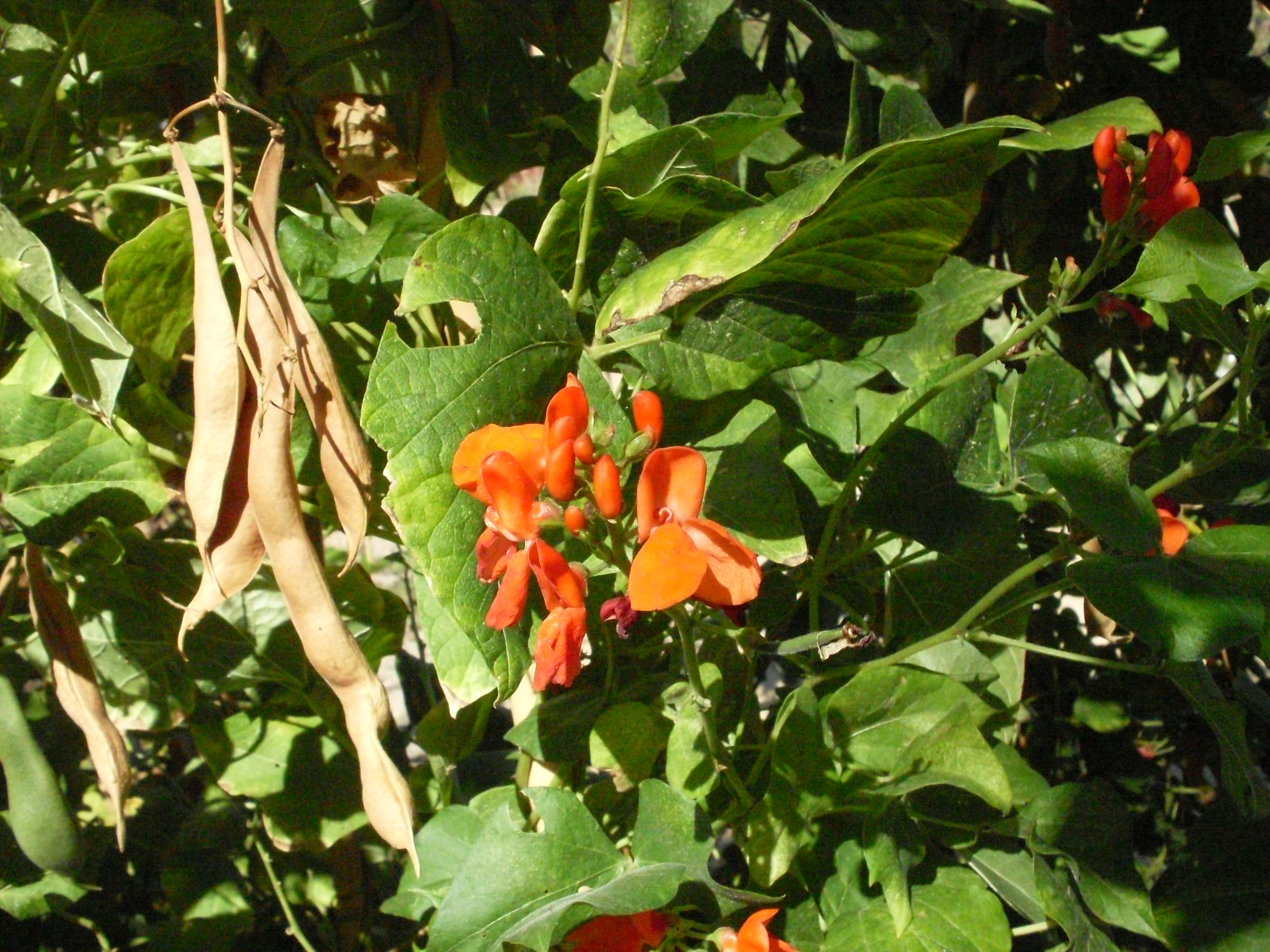
Habitus, Laubblätter und Blütenstände der Feuerbohne (Phaseolus coccineus)

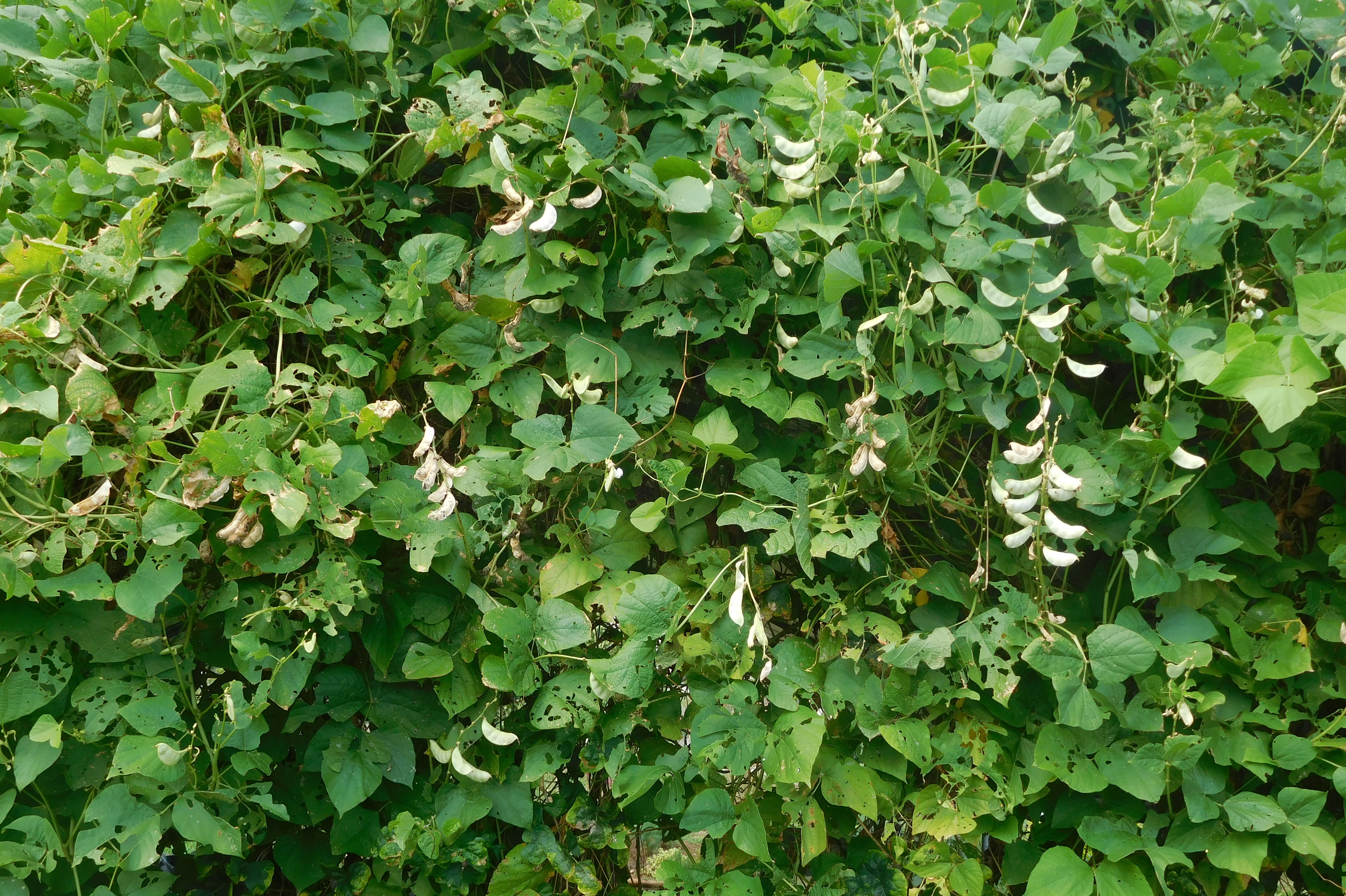
Laubblätter, Blütenstände und reife Hülsenfrüchte der Limabohne (Phaseolus lunatus)

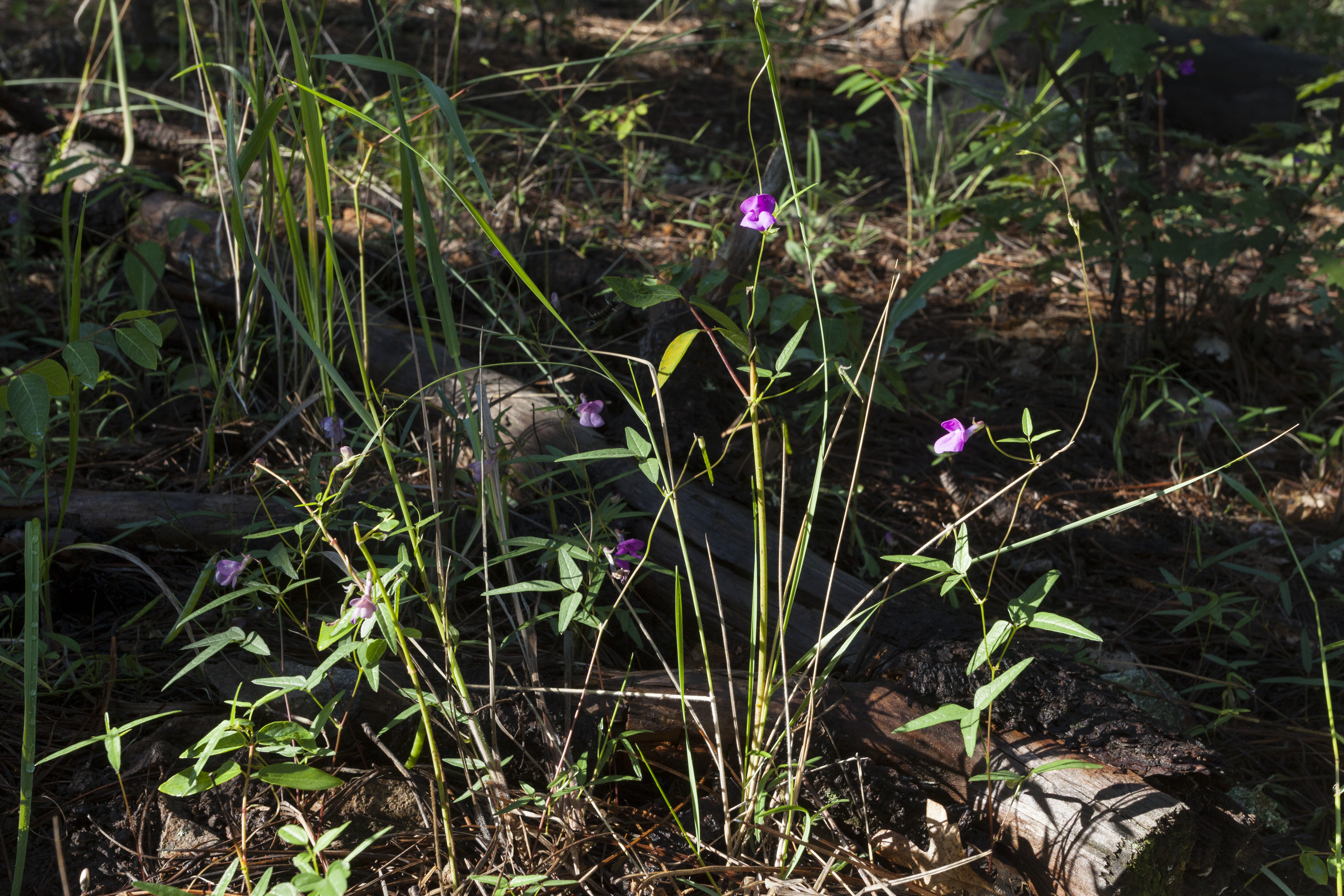
Habitus, Laubblätter und Blüten von Phaseolus parvulus

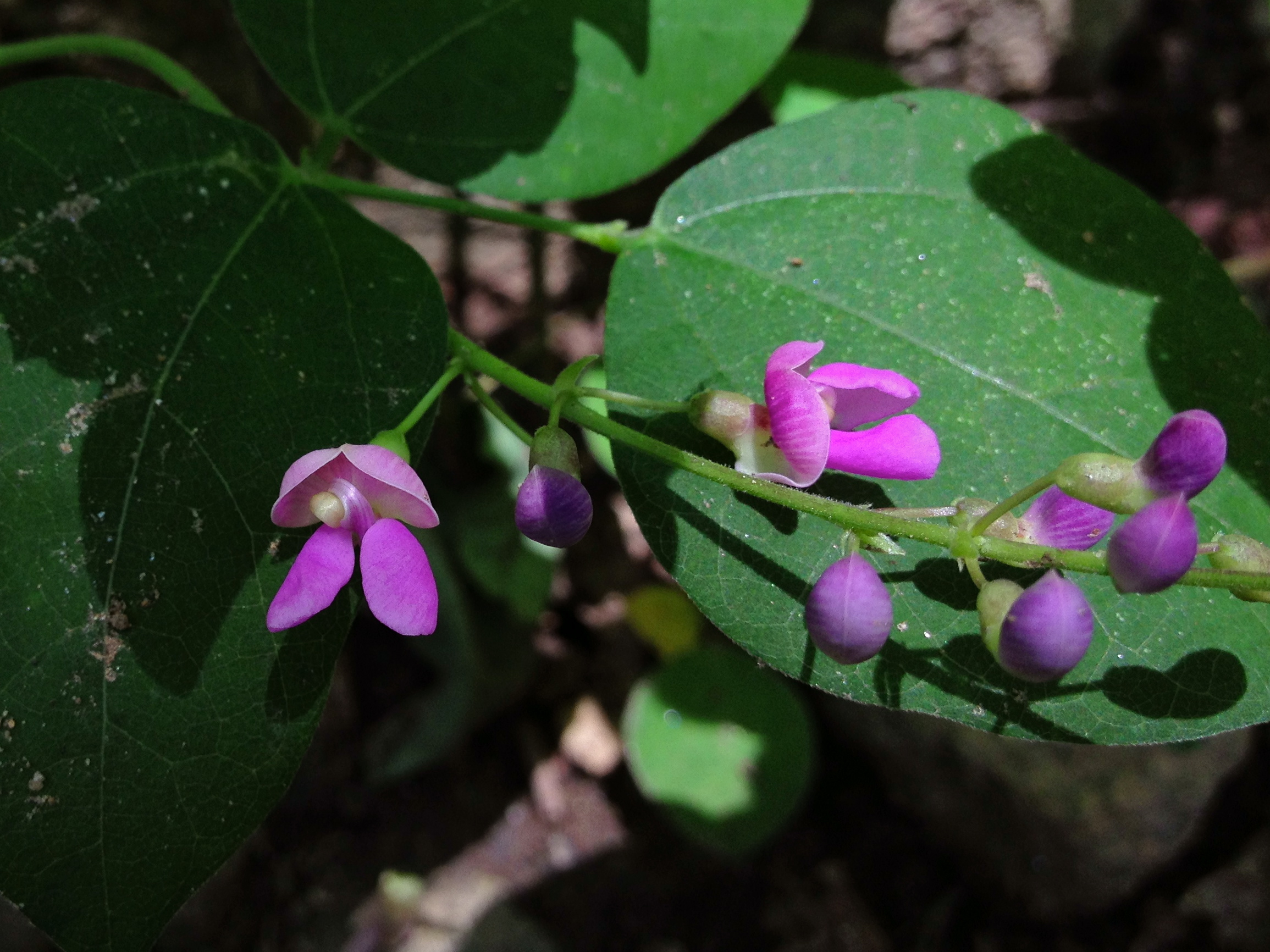
Phaseolus polystachios

### Vegetative Merkmale
Phaseolus-Arten wachsen als kriechende oder kletternde, seltener selbständig aufrechte, einjährige oder ausdauernde krautige Pflanzen, oder selten als Halbsträucher. Sie sind nicht mit Stacheln oder Dornen bewehrt. Die kletternden Arten sind linkswindend, schlingen sich also (von oben betrachtet) gegen den Uhrzeigersinn empor.
Die wechselständig und schraubig am Stängel verteilt angeordneten Laubblätter sind in Blattstiel und Blattspreite gegliedert. Die Blattspreite ist meist unpaarig gefiedert. Es sind meist drei, selten nur ein, Fiederblättchen vorhanden, die Laubblätter sind also meist dreiteilig. Die flachen Fiederblättchen sind ganzrandig. Es sind zwei beständige Nebenblätter vorhanden.

### Generative Merkmale
Die Blüten stehen in Bündeln zusammengefasst in seitenständigen, zusammengesetzten traubigen Blütenständen. Es sind Tragblätter und Deckblätter vorhanden.
Die zwittrigen Blüten sind zygomorph und fünfzählig mit doppelter Blütenhülle. Die fünf ungleichen Kelchblätter sind verwachsen mit zwei Kelchlippen. Die obere Kelchlippe besteht aus zwei Kelchzipfeln, die untere besteht aus drei Kelchzipfeln. Die Blütenkronen besitzen den typischen Aufbau der Schmetterlingsblüten. Es sind fünf genagelte Kronblätter vorhanden, von denen zwei zum Schiffchen verwachsen sind und die anderen frei sind. Die runde Fahne ist nicht gespornt aber geöhrt und besitzt je nach Art zwei unterschiedlich ausgeprägte Anhängsel. Das Schiffchen folgt oft der Schraubung des Fruchtknotens: Das schmale Schiffchen formt eine Schraube mit ein bis fünf vollkommenen Umdrehungen. Es sind zehn fertile Staubblätter vorhanden. Neun Staubfäden sind zu einer Röhre verwachsen. Die einzelnen oberständigen Fruchtblätter enthalten drei bis viele Samenanlagen. Der bis 360° gekrümmte Griffel kann teilweise behaart sein.
Die Hülsenfrüchte enthalten drei bis viele Samen. Die Samen sind meist nierenförmig oder länglich.

### Chromosomensätze
Falls Diploidie vorliegt beträgt die Chromosomenzahl meist 2n = 22. Nur bei den drei Arten der Leptostachyus-Gruppe  ist der dysploide Karyotyp 2n = 20.

## Ökologie
Die Arten fixieren Stickstoff durch Rhizobium-Wurzelknöllchen.
Ausbreitungseinheit (Diaspore) ist der Same.

### Photoperiodismus
Die meisten Phaseolus-Arten sind entsprechend ihrem Heimatgebiet Kurztagspflanzen oder sind tagneutral. Nur bei Phaseolus coccineus und Phaseolus polystachus gibt es Langtag-Sorten.

## Nutzung
Einige Arten werden zur Produktion von Nahrungsmitteln kultiviert:
- Limabohne, Mondbohne (Phaseolus lunatus L.)
- Teparybohne (Phaseolus acutifolius A.Gray)
- Feuerbohne, Schminkbohne (Phaseolus coccineus L.)
- Gartenbohne (Phaseolus vulgaris L.): Es gibt eine Vielfalt an Formen: Buschbohne, Stangenbohne, Kidney-Bohne = Nierenbohne, Perlbohne, Wachtelbohne = Pintobohne, Schwarze Bohne, Weiße Bohne.

Da sie Stickstoff fixieren (Rhizobium-Wurzelknöllchen) eignen sie sich gut zur Bodenverbesserung.

## Systematik und Verbreitung
Zur Gattung Phaseolus werden im 21. Jahrhundert nur noch 50 bis 75 Arten gezählt; früher ordnete man etwa 150 bis 200 Arten in diese Gattung ein. Nur die neuweltlichen Arten gehören zu Phaseolus – die altweltlichen Arten ordnet man vor allem in die Gattung Vigna ein. Die Gattung Phaseolus gehört zur Subtribus Phaseolinae der Tribus Phaseoleae in der Unterfamilie Schmetterlingsblütler (Faboideae) innerhalb der Familie der Hülsenfrüchtler (Fabaceae). Die Veröffentlichung der Gattung Phaseolus erfolgte 1753 durch Carl von Linné in Species Plantarum, 723. Synonyme für Phaseolus L. sind: Phasellus Medik., Phaseolos St.Lag., Caracalla Tod., Lipusa Alef., Candelium Medik., Cadelium Medik., Alepidocalyx Piper, Minkelersia M.Martens & Galeotti, Rudua F.Maek.
Das Verbreitungsgebiet umfasst ursprünglich die Neue Welt zwischen 37 °N und 30 °S.
Die Gattung Phaseolus wird nach G. Lewis et al., eds.: Legumes of the world. (Leg World), 2005, 428 gegliedert in 15 Sektionen, hier gelistet mit allen Arten:
- Sektion Acutifolii Freytag: Sie enthält nur zwei Arten:
  - Teparybohne (Phaseolus acutifolius A.Gray): Es gibt etwa zwei Varietäten.
  - Phaseolus parvifolius Freytag: Sie kommt von Mexiko bis Guatemala vor.[4]

- Sektion Bracteati Freytag: Sie enthält nur zwei Arten:
  - Phaseolus macrolepis Piper
  - Phaseolus talamancensis Debouck & Torres González: Sie kommt nur in Costa Rica vor.[4]

- Sektion Brevilegumeni Freytag: Sie enthält nur drei Arten von Mexiko bis Zentralamerika:
  - Phaseolus campanulatus Freytag & Debouck: Sie kommt nur im mexikanischen Bundesstaat Nayarit vor.[4]
  - Phaseolus oligospermus Piper: Sie ist von Mexiko über Guatemala, Honduras, Nicaragua bis Costa Rica verbreitet.[4]
  - Phaseolus tuerckheimii Donn.Sm.: Sie ist von Mexiko über Guatemala, Honduras, Costa Rica und Panama verbreitet.[4]

- Sektion Chiapasana: Es gibt nur eine Art:
  - Phaseolus chiapasanus Piper: Sie kommt in den mexikanischen Bundesstaaten Chiapas, Oaxaca und Veracruz vor.[4]

- Sektion Coccinei Freytag: Es gibt nur eine Art:
  - Feuerbohne, Käferbohne oder Prunkbohne (Phaseolus coccineus L.): Die vielen Varietäten kommen von Mexiko bis Costa Rica vor.[4]

- Sektion Coriacei Freytag: Sie enthält nur drei Arten:
  - Phaseolus maculatus Scheele: Die etwa zwei Unterarten sind von den südlichen Vereinigten Staaten bis Mexiko verbreitet.[4]
  - Phaseolus reticulatus Freytag & Debouck: Sie kommt nur im mexikanischen Bundesstaat Durango vor.[4]
  - Phaseolus venosus Piper: Sie kommt in Mexiko vor.[4]

- Sektion Digitati Freytag: Sie enthält fünf Arten:
  - Phaseolus albiflorus Freytag & Debouck: Sie kommt in den mexikanischen Bundesstaaten Nuevo León sowie Tamaulipas vor.[4]
  - Phaseolus albiviolaceus Freytag & Debouck: Sie kommt in Mexiko vor.[4]
  - Phaseolus altimontanus Freytag & Debouck: Sie kommt nur im mexikanischen Bundesstaat Nuevo Leon vor.[4]
  - Phaseolus neglectus F.J.Herm.: Sie kommt in den mexikanischen Bundesstaaten Nuevo Leon und Tamaulipas vor.[4]
  - Phaseolus trifidus Freytag: Sie kommt nur im mexikanischen Bundesstaat Nuevo Leon vor.[4]

- Sektion Falcati Freytag: Mit fünf Arten:
  - Phaseolus leptostachyus Benth.: Die etwa vier Varietäten kommen in Arizona und von Mexiko bis Costa Rica vor.[4]
  - Phaseolus macvaughii A.Delgado: Sie kommt in Mexiko vor.[4]
  - Phaseolus micranthus Hook. & Arn.: Sie kommt in Mexiko vor.[4]
  - Phaseolus opacus Piper: Sie kommt in den mexikanischen Bundesstaaten Tamaulipas und Veracruz vor.[4]
  - Phaseolus persistentus Freytag & Debouck: Sie kommt in Guatemala vor.[4]

- Sektion Minkelersia (M.Martens & Galeotti) Maréchal, Mascherpa & Stainier: Sie enthält etwa zehn Arten:
  - Phaseolus amabilis Standl.: Sie kommt im mexikanischen Bundesstaat Chihuahua vor.[4]
  - Phaseolus amblyosepalus (Piper) C.V.Morton: Sie kommt in Mexiko vor.[4]
  - Phaseolus anisophyllus (Piper) Freytag & Debouck: Sie kommt in den  mexikanischen Bundesstaaten Chihuahua und Durango vor.[4]
  - Phaseolus nelsonii Maréchal et al.: Sie kommt in Mexiko vor.[4]
  - Phaseolus parvulus Greene: Sie kommt im südöstlichen Arizona, im südwestlichen New Mexico und in Mexiko vor.[4]
  - Phaseolus pauciflorus Sessé & Moc. ex G.Don: Sie kommt von Mexiko bis Guatemala vor.[4]
  - Phaseolus perplexus A.Delgado: Sie kommt in Mexiko vor.[4]
  - Phaseolus plagiocylix Harms: Sie kommt in den mexikanischen Bundesstaaten Coahuila und Nuevo Leon vor.[4]
  - Phaseolus pluriflorus Maréchal et al.: Sie kommt in Mexiko vor.[4]
  - Phaseolus tenellus Piper: Sie kommt in Mexiko vor.[4]

- Sektion Paniculati Freytag: Mit etwa 16 Arten:
  - Phaseolus acinaciformis Freytag & Debouck: Sie kommt nur im mexikanischen Bundesstaat Oaxaca vor.[4]
  - Phaseolus albinervus Freytag & Debouck: Sie kommt nur im mexikanischen Bundesstaat Chihuahua vor.[4]
  - Phaseolus dasycarpus Freytag & Debouck: Sie kommt in den mexikanischen Bundesstaaten Hidalgo und Veracruz vor.[4]
  - Phaseolus jaliscanus Piper: Sie kommt in Mexiko vor.[4]
  - Phaseolus juquilensis A.Delgado: Sie kommt im mexikanischen Bundesstaat Oaxaca vor.[4]
  - Phaseolus longiplacentifer Freytag: Sie kommt nur im mexikanischen Bundesstaat Veracruz vor.[4]
  - Limabohne, Indische Mondbohne, oder Mondbohne (Phaseolus lunatus L.): Sie kommt von Mexiko bis Argentinien und Paraguay vor.[4]
  - Phaseolus maculatifolius Freytag & Debouck: Sie kommt im mexikanischen Bundesstaat Nuevo Leon vor.[4]
  - Phaseolus marechalii A.Delgado: Sie kommt in Mexiko vor.[4]
  - Phaseolus nodosus Freytag & Debouck: Sie kommt nur im mexikanischen Bundesstaat Jalisco vor.[4]
  - Phaseolus polystachios (L.) Britton et al.: Die etwa vier Unterarten kommen von den zentralen bis östlichen Vereinigten Staaten vor.[4]
  - Phaseolus rotundatus Freytag & Debouck: Sie kommt in Mexiko vor.[4]
  - Phaseolus salicifolius Piper: Sie kommt in Mexiko vor.[4]
  - Phaseolus scrobiculatifolius Freytag: Sie kommt nur im mexikanischen Bundesstaat Michoacán vor.[4]
  - Phaseolus sonorensis Standl.: Sie kommt in Mexiko vor.[4]
  - Phaseolus xolocotzii A.Delgado: Sie kommt in Mexiko vor.[4]

- Sektion Pedicellati Freytag: Mit etwa zehn Arten:
  - Phaseolus esperanzae Seaton: Sie kommt in Mexiko vor.[4]
  - Phaseolus grayanus Wooton & Standl. (Syn.: Phaseolus pyramidalis Freytag)[4]
  - Phaseolus laxiflorus Piper: Sie kommt in Mexiko vor.[4]
  - Phaseolus oaxacanus Rose: Sie kommt nur im mexikanischen Bundesstaat Oaxaca vor.[4]
  - Phaseolus pedicellatus Benth.: Sie ist in weiten Teilen Mexikos verbreitet.[4]
  - Phaseolus polymorphus S.Watson: Die zwei Varietäten kommen in Mexiko vor.[4]
  - Phaseolus purpusii Brandegee: Sie kommt nur im mexikanischen Bundesstaat San Luis Potosí vor.[4]
  - Phaseolus scabrellus Benth. ex S.Watson: Sie kommt in den mexikanischen Bundesstaaten Durango, Sinaloa und Sonora vor.[4]
  - Phaseolus teulensis Freytag: Sie kommt in den mexikanischen Bundesstaaten Durango und Zacatecas vor.[4]

- Sektion Phaseolus: Sie enthält etwa vier Arten:
  - Phaseolus albescens McVaugh ex R.Ramirez & A.Delgado: Sie kommt in Mexiko vor.[4]
  - Phaseolus costaricensis Freytag & Debouck: Sie kommt in Costa Rica und Panama vor.[4]
  - Phaseolus dumosus Macfad.: Sie kommt in Mexiko, Guatemala, Costa Rica, im nordwestlichen Südamerika und auf karibischen Inseln vor.[4]
  - Gartenbohne (Phaseolus vulgaris L.): Sie kommt ursprünglich von Mexiko bis Costa Rica und in Südamerika vor.[4]

- Sektion Revoluti Freytag: Es gibt nur eine Art:
  - Phaseolus leptophyllus G.Don: Sie kommt nur im mexikanischen Bundesstaat Guerrero vor.[4]

- Sektion Rugosi Freytag: Sie enthält nur zwei Arten:
  - Phaseolus angustissimus A.Gray: Sie kommt in den US-Bundesstaaten Arizona, westliches New Mexico sowie Texas und im nordöstlichen mexikanischen Bundesstaat Sonora vor.[4]
  - Phaseolus filiformis Benth.: Sie kommt in Arizona, New Mexico, Texas und in Mexiko vor.[4]

- Sektion Xanthotricha A.Delgado ex Freytag & Debouck: Sie enthält etwa sechs Arten:
  - Phaseolus esquincensis Freytag: Sie kommt nur im mexikanischen Bundesstaat Chiapas vor.[4]
  - Phaseolus gladiolatus Freytag & Debouck: Sie kommt in den mexikanischen Bundesstaaten San Luis Potosi und Hidalgo vor.[4]
  - Phaseolus hintonii A.Delgado: Sie kommt in Mexiko vor.[4]
  - Phaseolus magnilobatus Freytag & Debouck: Sie kommt in den mexikanischen Bundesstaaten Jalisco und Durango vor.[4]
  - Phaseolus xanthotrichus Piper: Sie kommt im mexikanischen Bundesstaat Chiapas, in Guatemala und in Costa Rica vor.[4]
  - Phaseolus zimapanensis A.Delgado: Sie ist in weiten Teilen Mexikos verbreitet.[4]